# Raskolniki i ostrożniki
Raskolniki i ostrożniki (ros. Раскольники и острожники) – dzieło Fiodora Liwanowa stanowiące atak na staroobrzędowców. Początkowo książki sprzedawały się dobrze, jednocześnie zbierając negatywne recenzje i wywołując skandal. Z sześciu napisanych tomów cztery zostały opublikowane w latach 1868–1873, zaś ostatnie dwa zablokowała cenzura.

## Tło powstania

### Sylwetka autora
Fiodor Wasiljewicz Liwanow był synem kapłana Rosyjskiej Cerkwi Prawosławnej w miejscowości zamieszkiwanej w większości przez wyznawców starego obrządku.
Liwanow ukończył Saratowskie Seminarium Duchowne, po czym kilka lat przepracował jako nauczyciel w szkole duchownej w Samarze. W 1856 roku wstąpił do Kazańskiej Akademii Duchownej, którą ukończył ze stopniem kandydata teologii w 1860 roku.
Po zakończeniu edukacji Fiodor Wasilewicz nie przyjął święceń, nie wstąpił do stanu duchownego, lecz objął posadę urzędnika. W 1861 roku od uzyskał posadę w departamencie audytu ministerstwa wojskowego, następnie znalazł zatrudnienie w permskim urzędzie celnym. W 1865 roku przeniósł się do stolicy, gdzie otrzymał zatrudnienie w departamencie Ministerstwa Spraw Wewnętrznych. Piotr Wałujew skierował go do zadań związanych z raskolnikami – polecił Liwanowowi opisać historię sekt mołokan i duchoborców, co też Fiodor Wasiliewicz wykonał na podstawie archiwów ministerstwa.
Jako pisarz zadebiutował w 1861 roku krótkim opowiadaniem, zaś w 1862 roku opublikował tłumaczenie poematu Torquata Tassa Jerozolima wyzwolona. Ani ten przekład, ani jego dzieła z następnych pięciu lat nie zostały zauważone przez krytykę literacką.
Liwanow szczególnie zainteresował się tematyką staroobrzędowców i sekt prawosławnych. W drugiej połowie lat sześćdziesiątych publikował rozliczne artykuły (dokumentalne i zbeletryzowane) o tej problematyce, czasami rezygnując z honorarium autorskiego. Były one drukowane w czasopismach: Otieczestwiennyje zapiski, Wiestnik Jewropy, Russkoje słowo, Bibliotieka dla cztienija, Wsiemirnyj trud, Prawosławnoje obozrienije, Literaturnaja bibliotieka oraz w gazetach: Gołos, Nowoje wriemia, Russkije wiedomosti, Cierkowno-obszczestwiennyj wiestnik i Diejatielnost'. Zwłaszcza jednak dobrze układała się współpraca Liwanowa z gazetą Sowriemiennyje izwiestija, co mogło być spowodowane zainteresowaniem redaktora Nikity Giliarowa-Płatonowa tematyką raskolników.

### Literatura demaskatorska
Literatura XIX-wieczna poświęcona staroobrzędowcom ma swój początek w pismach polemicznych wymierzonych w tę grupę. Publicystyka, pisana na zamówienie kręgów władzy, przypisywała schizmatykom antypaństwowy charakter, ignorancję czy brak ideałów. Samych staroobrzędowców pokazywano w negatywnym świetle, często w sposób satyryczny. Na tych pracach wzorowali się i późniejsi pisarze, natomiast przed XIX wiekiem tematyka staroobrzędowców nie przenikała w istotnej mierze do dzieł beletrystycznych.
Pierwsze powieści opisujące staroobrzędowców powstawały w duchu dotychczasowej demaskatorskiej publicystyki. Taki charakter ma wydana w 1833 roku przez Iwana Łażecznikowa powieść historyczna Poslednij Nowik, w której głównym antagonistą uczynił Andrieja Myszeckiego, pisarza starego obrządku i jednego z założycieli Wygowskiej Pustelni. Tak samo wyglądała sprawa z powieścią Michaiła Zagoskina Brynskij les z 1845 roku, osadzoną w czasie buntu strzelców. Postacie staroobrzędowców przedstawione są w sposób karykaturalny (Zagoskin porównuje igumenów do zwierząt), są nielojalni wobec ojczyzny, zaś ich wiara jest nieskładna i przegrywają z argumentami nikonian.
Do literatury satyryczno-demaskatorskiej można zaliczyć także np.: powieść Tarantas Władimira Sołłogubowa (1845), opowiadanie Mielnikowa Pieczerskiego Grisza (1861), sztukę Aleksandra Wasilewicza Iwanowa Samosgoratieli (1863).
Początek innemu spojrzenia na staroobrzędowców dała naturalna szkoła lat 40. (Uralskij kazak Władimira Dala z 1842 roku), jednak do lat 60. było to zjawisko sporadyczne. Później pojawiają się liczniejsze dzieła pisarzy zainteresowanych ludowością, prezentujących bardziej neutralną perspektywę. Mimo tego, do końca wieku pojawiały się dzieła nurtu demaskatorsko-satyrycznego.

## Proces wydawniczy i odbiór

### Tom I
Ukoronowaniem działalności Liwanowa związanej ze staroobrzędowcami i członkami sekt był pierwszy tom dzieła Raskolniki i ostrożniki, wydany w 1868 roku. Książkę wydrukowano w wydawnictwie M. Chana w Petersburgu.
Pisarz wykorzystał w swojej pracy materiały Ministerstwa Spraw Wewnętrznych – archiwalne akta sądowe i policyjne – przy czym do istniejących spraw dołożył wiele autorskich wymysłów.
Liwanow przedstawiał często realne postacie ze świata kupców starego obrządku. W tym kontekście jego dzieło miało wydźwięk sensacyjno-plotkarski, co też przyniosło autorowi pewien sukces komercyjny i pozwoliło na kilkukrotny dodruk pierwszych dwóch tomów. Na karty książki trafiali również prawosławni, których Liwanow oskarżał o sprzyjanie raskolnikom. Tak na przykład Iwan Liprandi prowadzący śledztwo w sprawie przynależność do skopców kupca Nikołaja Sołodownikowa miał oczyścić go z zarzutów w zamian za łapówkę. Przytoczone dowody niewinności kupca nie odwiodły Liwanowa od powtarzania oskarżeń w kolejnych tomach.
W swoich opowiadaniach Liwanow rysował skrajny obraz opisywanych grup. Staroobrzędowcy i skopcy byli w nim przedstawieni wyłącznie negatywnie, natomiast mołokanie zostali przez autora wyidealizowani – ich wspólnoty były według autora wzorem do naśladowania pod względem moralności.
Tom został szeroko zauważony, cały nakład wyprzedano w kilka tygodni, był też trzykrotnie dodrukowywany. Pomimo tego sukcesu komercyjnego zebrał on jednoznacznie negatywne recenzje, zapewniając autorowi specyficzną sławę.
Iwan Kielsijew w miesięczniku Zaria krytykował Liwanowa za wyciąganie wniosków o całej społeczności na podstawie pojedynczych przypadków, za powierzchowne potraktowanie problemu, za wypełnianie luk w swojej wiedzy wymysłami. Wytknął między innymi błąd merytoryczny dotyczący pieśni, jakoby śpiewanej przez raskolników na cześć bojarów – w rzeczywistości był to szyderczy przyśpiew z okresu moskiewskich buntów strzeleckich. Kategorycznie wystąpił przeciwko nawoływaniu do prześladowania staroobrzędowców. Lekturę książki recenzent uznał za przykry i męczący obowiązek, który wykonał tylko w służbie postępowi, który książka mogła wstrzymać.
Aleksandr Piatkowski z Otieczewstwiennych zapisek zwraca uwagę, że autor przeczy samemu sobie, w jednych tekstach nawołując do liberalnej polityki religijnej, zaś w innych zalecając twardy kurs prześladowań. Teksty, w których Liwanow przedstawia interesujące fakty i analizy, tracą przy zestawieniu ich z paszkwilami skierowanymi przeciwko raskolnikom. Szczególnie ubodła recenzenta maniera Liwanowa do atakowania konkretnych przedstawicieli staroobrzędowców, na przykład nieżyjącego już powszechnie szanowanego kupca Fiodora Rachmanowa.
Recenzent Wiestnika Jewropy zganił Liwanowa za rzucanie nieuzasadnionych oskarżeń pod adresem staroobrzędowców. Miesięcznik podkreślał rolę starowierców w rozwoju państwa. Odżegnywał się przy tym od wszelkich związków z Liwanowem, który wcześniej opublikował na łamach Wiestnika teksty o mołokanach i duchoborcach. Teksty o mołokanach były według autora recenzji najlepszą stroną dzieła, gdyż nie opierały się na aktach MSW. Przy czym recenzent ubolewał, że teksty publikowane w Wiestniku były przez Liwanowa przerobione w sposób niekorzystny – zostały zbeletryzowane bez artystycznego polotu, rozbudowane o wymysły autora i wrogie raskołowi nacechowanie.
Kierowany do duchowieństwa prawosławnego Strannik wyraził ubolewanie z uwagi na brak możliwości odróżnienia faktów dotyczących raskolników od wymysłów Liwanowa. Nie przekreślał jednak sensu całej publikacji.
Miesięcznik Dieło skrytykował autora za przedstawienie wszystkich raskolników jako oszustów lub idiotów. Było to szczególnie niedopuszczalne, gdy autor postawił sobie za główny cel właśnie zbadanie tej społeczności.
Krytyka książki wyszła również poza ramy recenzji literackich. Dieło donosi o przypadku, gdy na balu maskowym moskiewskiego Artisticzeskogo krużka jeden z uczestników wykorzystał w kostiumie okładkę Raskolników i ostrożników do zasłonięcia części ciała, eufemistycznie opisanej w miesięczniku jako „takiej, o której nie powinno się wspominać”. Oburzony autor zerwał okładkę, po czym na zebraniu krużka wyraził swoją negatywną opinię o jego członkach, za co i został wykreślony z tego grona.
P. Akiłow z humorystyczno-literackiego czasopisma Razwleczenije odnalazł w dziele Liwanowa plagiat – opisy przyrody były prawie dosłownie przepisane z Bieżyńskiej łąki Iwana Turgieniewa. Magazyn zamieścił też złośliwą karykaturę pisarza, nazwanego „wroną w pawim upierzeniu”.

### Tom II

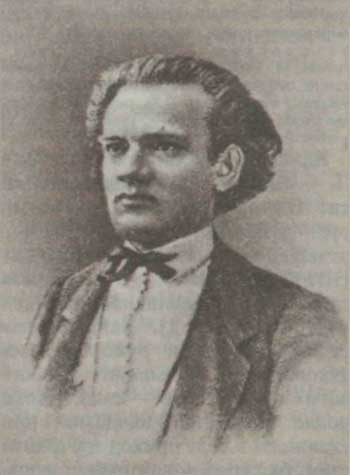
Fotografia Liwanowa umieszczona przez autora w drugim tomie dzieła

Drugi tom Raskolników i ostrożników ukazał się w 1870 roku. Liwanow wykorzystał przedmowę, aby zaatakować krytyków, którzy wystawili pierwszemu tomowi niepochlebne recenzje (a przy tym niektórych publicystów, którzy nie wyrazili swojego zdania, jak Iwan Aksakow). Nazywając ich między innymi „literackimi karaluchami”, autor sugerował, że ataki na jego dzieło były skutkiem przekupstwa recenzentów przez staroobrzędowców lub ich skrajnego nieuctwa. W tekście tym zamieścił wszystkie znane sobie plotki dotyczące krytyków, nie hamował przy tym i własnej wyobraźni. Stwierdził przy tym, że bardziej od literatów, powinien się bać fanatyków religijnych. Megalomania autora przejawiała się także w zamieszczeniu w tomie własnej fotografii, co było społecznie akceptowalne jedynie w przypadku żyjących klasyków lub druków pośmiertnych. W opowiadaniu Razkolniczij plemianniczek Liwanow zamieścił kupca Koz´mę Tierientjewicza Soldatienkowa zmieniając mu jedynie imię odojcowskie, a zostawiając wszystko pozostałe, łącznie z adresem.
Krytycy w przeważającej mierze skupili się na wstępie do drugiego tomu. Recenzent Budilnika Iwan Rożdiestwienski nazwał go niebywałym zdarzeniem w literaturze rosyjskiej, zaś autora porównał do Herostratesa. Iskra z kolei przyrównała Liwanowa do Jana Bułharyna. Recenzent Otieczestwiennych zapisek uznał, że nie można pozostawić wyczynu Liwanowa bez kary. Kielsijew w Zarii zaznaczył, że należy pisać o tworach Liwanowa, gdyż mogą one wpłynąć na wyższe duchowieństwo i administrację do znacznego zaostrzenia kursu wobec staroobrzędowców i skopców oraz złagodzenia postawy wobec mołokan.
W Diele oprócz skrajnie negatywnych recenzji pojawiły się również dwa anonimowe epigramy poświęcone Liwanowowi, w których autor Raskolników i ostrożników został nazwany między innymi „idiotą” i „moralnym eunuchem”.
Iwan Aksakow zareagował na obrazę, żądając listownie od Nikity Giliarowa-Płatonowa usunięcia Liwanowa z grona autorów publikujących w Sowriemiennych izwiestiach i grożąc w przeciwnym wypadku samemu zerwać relacje z redaktorem. Żadna z tych akcji nie została zrealizowana.
Zachował się list, w którym Liwanow oferuje zniżkę na swoje książki arcybiskupowi twerskiemu Sawie. O podobnych akcjach marketingowych na szerszą skalę donosiły gazety Sankt-Pietierburgskije wiedomosti i Sowriemiennost´. Liwanow miał wykorzystać sekretarzy prawosławnych konsystorzy poszczególnych biskupstw do rozprowadzania swoich książek – mieli oni dostawać premię od sprzedaży. Gazety donosiły, iż Liwinow wysyłał książki wmawiając adresatom, że zgodę na rozprowadzanie wydali mu poszczególni biskupi.

### Dalsze tomy
Trzeci tom Raskolników i ostrożników wyszedł w 1872 roku. Główną część pracy stanowiła historia cmentarza Przemienienia Pańskiego w Moskwie. Jak wykazali recenzenci z Christianskiego cztienia i Sowriemiennosti był to plagiat z innych książek na ten temat. I w tym tomie nie zabrakło repliki w stosunku do recenzentów. Między innymi zjadliwy artykuł z elementami mowy pogrzebowej Liwanow poświęcił zmarłemu w październiku – tuż przed drukiem książki – Kielsijewowi.
Czwarty tom ukazał się w kolejnym roku i poświęcony był duchoborcom i mołokanom. Jego pozytywne podejście do tych grup (choć autor miejscami sobie przeczył) zostało skrytykowane przez recenzenta z kijowskiego Rukowodztwa dla sielskich pastyriej, który dowodził mu nieznajomość rzeczy na podstawie własnego doświadczenia.
Wartościowym według Wiktora Boczenkowa wkładem w trzecim i czwartym tomie były pieśni skopców.
W 1874 roku Liwanow wydał książkę Na rasswietie, stanowiącą wybór i kompilację treści z pierwszych dwóch tomów Raskolników i ostrożników.
Tom piąty został wydrukowany w 1875 roku. Książkę otwierał zbiór pochwalnych listów, w których autorzy ze sfer duchownych i świeckich zachwalali dzieło Liwanowa. On sam uznał, że dzięki 60 000 rozprowadzonych książek uratował milion prawosławnych od popadnięcia w raskoł.
W piątym tomie Liwanow wskazuje na przyczyny ciągłej popularności starego obrządku i sekt. Wskazuje tu na biedę prawosławnych kapłanów, która odbiera im szacunek w oczach parafian – nawet kobiety miały się nad nimi znęcać. Obwinia państwo za brak przedsięwzięć mających na celu zwalczanie dysydentów religijnych. Według pisarza podstawowym remedium powinna być powszechna obowiązkowa edukacja. Postuluje także tworzenie specjalnych miejsc dla polemiki z raskolnikami w prawosławnych cerkwiach, a także dozwolenie im „swobodnego piętnowania wad narodowych”.
W piątym tomie znalazły się również oskarżenia i plotki dotyczące żywych, jak i zmarłych niedawno osób. Do tych ostatnich należeli kupiec Iwan Butikow i metropolita biełokrynicki Cyryl.
Moskiewski Komitet Cenzury wstrzymał publikację książki 1 sierpnia 1875 roku. Treść dzieła została rozpatrzona przez Główny Urząd do spraw Druku, który postawił jej trzy główne zarzuty. Cenzurze nie podobało się obwinienie duchowieństwa i aparatu państwowego za trwanie rozłamu w prawosławiu. Zwrócono uwagę na obrażające raskolników treści, mogące posłużyć za powód do oskarżenia sądowego zarówno autora, jak i cenzora, który dzieło przepuścił. Trzecim zarzutem był fakt oparcia książki na tajnych aktach MSW. Książki zostały spalone 29 stycznia 1876 roku – z nakładu 5000 zachowało się jedynie 10 sztuk. Krytycy z zadowoleniem przyjęli decyzję cenzury. W gazecie Birżewyje Wiedomosti ukazał się nawet sarkastyczny reportaż z palenia dzieł Liwanowa, przy czym reporter podał przyczynę inną niż oficjalne uzasadnienie rady komitetu cenzury – książka miała atakować liberalizm w tak przerysowany sposób, iż ostatecznie szkodziłaby idei konserwatywnej, reprezentowanej przez władze.
Także szósty tom Raskolników i ostrożników nie wyszedł na światło dzienne z powodu odmowy akceptacji przez cenzurę. W związku z tymi niepowodzeniami Liwanow popadł w długi – członkowi komitetu cenzury Wasilijowi Łazariewskiemu pisał o stratach w wysokości 5000 rubli. Rozczarowanie z decyzji Komitetu było u Liwanowa tym większe, iż – jak twierdził – pisał swoją pracę dla dobra państwa.